# Szorstkość skórki jabłek
Szorstkość skórki jabłek (ang. rough skin of apple) – infekcyjna choroba jabłek wywołana przez nieznany patogen Apple rough skin.